# Uropeltis shorttii
Espèce
Synonymes
- Silybura shorttii Beddome, 1863
- Silybura shortii Beddome, 1863

Statut de conservation UICN

 LC  : Préoccupation mineure
Uropeltis shorttii est une espèce de serpents de la famille des Uropeltidae. 

## Répartition
Cette espèce est endémique des monts Shevaroy dans le sud de l'Inde.

## Étymologie
Cette espèce est nommée en l'honneur du Dr. Short.

## Publication originale
- Beddome, 1863 : Descriptions of new species of the family Uropeltidae from Southern India, with notes on other little-known species. Proceedings of the Zoological Society of London, vol. 1863, p. 225-229 (texte intégral).